# At the Lighthouse
At the Lighthouse — концертний альбом американського джазового саксофоніста Кеннонболла Еддерлі, випущений у 1960 році лейблом Riverside.

## Опис
Цей альбом був записаний у 1960 році квінтетом Кеннонболла Еддерлі, до якого входили сам альт-саксофоніст, корнетист Нет Еддерлі, піаніст Віктор Фелдмен, басист Сем Джонс і ударник Луї Гейз. Гурт виконує оригінал Еддерлі «Sack O' Woe», «Big 'P'» Джиммі Гіта і «Blue Daniel» та ін. Концерт проходив 16 жовтня 1960 року в клубі The Lighthouse, Ермоса-Біч, Каліфорнія.

## Список композицій
1. «Sack O' Woe» (Джуліан Еддерлі) — 10:41
2. «Big „P“» (Джиммі Гіт) — 5:55
3. «Blue Daniel» (Френк Росоліно) — 7:24
4. «Azule Serape» (Віктор Фелдмен) — 9:27
5. «Exodus» (Вік Стенлі) — 7:39
6. «What Is This Thing Called Love» (Коул Портер) — 4:43

## Учасники запису
- Джуліан «Кеннонболл» Еддерлі — альт-саксофон
- Нет Еддерлі — корнет
- Віктор Фелдмен — фортепіано
- Сем Джонс — контрабас
- Луї Гейз — ударні

Технічний персонал
- Оррін Кіпньюз — продюсер, текст
- Воллі Гейдер — інженер
- Джек Меттьюз — мастеринг
- Кен Дірдофф — дизайн
- Вільям Клекстон — фотографія